# Quebrada de Azapa
La quebrada de Azapa o río San José es un cauce de agua intermitente en el norte de Chile en la Región de Arica y Parinacota que nace de la confluencia de los ríos río Seco y el río Tignamar. En la zona de Livilcar se le conoce a veces bajo ese nombre. Después, el río fluye en dirección oeste a través de Ausipar y El Molino.
Es uno de los ríos más importantes de la Región de Arica y Parinacota y de Chile porque sus aguas riegan el Valle de Azapa, famoso por sus productos agrícolas.
Este cauce es llamado "quebrada de Azapa" por Luis Risopatrón en su mapa, y Hans Niemeyer advierte que también es llamado "río San José": 286 

## Toponimia
El topónimo "Azapa" es de origen aimara jasapa, que significa tierra blanda, suave.

## Trayecto
Hans Niemeyer escribe sobre el curso del río: En su curso superior el río corre por un cauce muy angosto, en un cañón de más de 1000 m de altura labrado en la Formación Porfirítica. A partir de Ausipar, después de 32 km de haberse formado, la caja del río se ensancha gradualmente hasta alcanzar un ancho de unos 2 km en su desembocadura. También en Ausipar la altura de las paredes se ha reducido a unos 600 m, y en Las Riberas, a 30 km del mar, la altura es de sólo 300 m. La pendiente del valle es muy uniforme, del orden del 2%.
Cerca de Arica, a unos 5 km de su desembocadura, al San José se agrega la Quebrada de Acha o La Higuera, habitualmente sin aguas.

## Caudal y régimen
El caudal del río San José, eje hídrico de la quebrada, es estacional y depende principalmente de las lluvias del invierno altiplánico, que ocurren entre diciembre y marzo. Durante esos meses, el río puede alcanzar caudales que permiten su llegada al océano. El resto del año, el cauce suele permanecer seco aguas abajo de Humagata.
La ciudad de Arica ha experimentado daños en ocasiones por crecidas provocadas por lluvias intensas en el altiplano. Estas crecidas, aunque poco frecuentes, pueden afectar infraestructura urbana y costera.
Actualmente, gran parte del caudal mínimo registrado en el sector medio del valle proviene del canal Lauca, que transfiere aguas del río Lauca hacia el sistema del río San José.

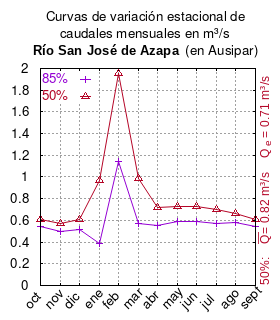
Río San José de Azapa en Ausipar. Nótese que el caudal mínimo de 600 l/s es lo aportado por el canal Lauca
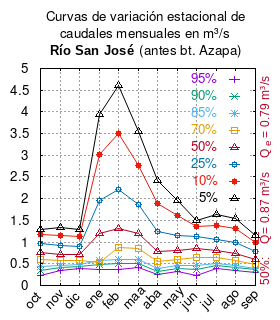
Río San José en bocatoma del canal Azapa

## Historia
Francisco Solano Asta-Buruaga y Cienfuegos escribió en 1899 en su obra póstuma Diccionario Geográfico de la República de Chile sobre el lugar:
Azapa.-—Aldea del departamento de Arica, situada en el valle de su nombre á unos 22 kilómetros hacia el E. de su capital, ciudad y puerto de Arica. Contiene cerca de 400 habitantes y está rodeada de huertos. Vecina deja una pequeña población, llamada Azapa Chica en contraposición á ella, que suele decirse Azapa Grande. El valle en que se hallan es una ancha quebrada, con una escasa corriente de agua, que se extiende desde los Andes al Pacífico donde termina por la cercania al N. de dicha ciudad. Es muy feraz, y tiene buenos cultivos de vegetales, de olivos, vid, árboles de excelentes frutas, especialmente tropicales, &c. Comprende también otros caseríos, como los de Ausípar, Chapiquina, Livilcar, Sobraya y algunos otros.
Luis Risopatrón lo describe en su Diccionario jeográfico de Chile (1924):: 838 
Azapa (Quebrada de) 18° 35' 70°. 17'. Es formada en su oríjen por innumerables quebradillas, corre angosta hacia el W, con agua permanente hasta Ausipar, que disminuye en ciertas épocas i aumenta con las lluvias de enero i febrero i llega a veces hasta el mar; ocupa el cauce gran parte del valle, i lleva 0,6 m³ de agua por segundo en término medio. Deja secciones cultivadas en que se dan higos, naranjas, limones, plátanos, duraznos, pacayes, aceitunas, uvas i otras frutas, así como alfalfa, verduras i hortalizas, hasta Casa Grande, término inferior de los cultivos, después de cuyo punto, la quebrada no tiene agua, sino 3 vertientes permanentes, en distintos lugares, en un trayecto de 20 a 25 kilómetros, cada una de las cuales riega de 2 a 4 hectáreas de suelo; se encuentra en este trecho el agua de pozos a distintos niveles, hasta 30 m de profundidad i queda separada del valle de Lluta, que corre inmediatamente al N, por cerros de cerca de 1 000 m de altura, en cuyo descenso hacia el S, se observan costras i venas de sal. Concluye por juntarse con la quebrada de Higuera, con la que comprende 4 240 m2 de hoya hidrográfica desemboca en la rada de Arica, dejando entre las barrancas i el mar, un trecho de 200 a 300 m de ancho, de pantanos que eran insalubres antes i que hoi son productivos verjeles. 77, p. 96; 155, p. 63; i 156; valle en 1, IX, p. 59; 62, ll, p. 402; 63, p. 73; 77, p. 10; 87, p. 94; 109, p. 7, 35 i 36; 116, p. 298; i 139, p. 38; i rio en 141, atlas de Raimondi (1874); i quebrada de Azapa o de Arica en 149, i, p. 115.
Caudales notables del San José se registraron en febrero de 1943, con 30 días de duración, en enero de 1955 la crecida duró dos meses; en febrero de 1959, con duración hasta el 12 de marzo, corrió un caudal estimado de 3 m³/s en su parte baja; en enero de 1960 la subida de las aguas duró 20 días, pero el agua alcanzó solo hasta la cuenca media.: 30 

## Población, economía y ecología
En el curso medio del río se forma un valle que es esencial para las actividades agrícolas en la región. El río desemboca en el océano Pacífico en las cercanías de la ciudad de Arica. El río fluye a través de las comunas de Arica y Putre. Se supone que en el año 2003 existían alrededor de 135 captaciones de pozo en el valle que extraían unos 4200 l/s cuando se estimaba que no se debería extraer más de 850 l/s para evitar una sobreexplotación del acuífero (aguas subterráneas).: 1.31 

### Canal Lauca
En los años 1960s se terminó de construir el canal Lauca que trae en promedio 600 l/s de agua desde el río Lauca, es decir una cuenca que desagua normalmente hacia el oriente, hasta el punto de descarga de la central hidráulica Chapiquiña. Sus aguas se descargan aguas abajo de la central en el río Seco y con el pasan al San José y se distribuyen por medio del canal matriz Azapa.: 17 

### Canal Azapa
El canal Azapa desvía una parte de las aguas del río aproximadamente 6 km aguas debajo de la localidad de Ausípar, y las lleva por la ladera norte del valle hasta el kilómetro 3, para luego cruzar el río y seguir por la ladera sur hasta el km 43, en el cual finaliza su recorrido al separarse en los derivados Pago Gómez Norte y Sur. Está regulado por el Tranque Sobraya (km 16) de 30.000 m³.: 1.29 
El año 2018 se terminó de construir una completa entubación del canal Azapa, que corre casi paralelo al curso del río, en un trayecto de 41 kilómetros para el flujo de hasta 800 litros por segundo (l/s) lo que permite recuperar hasta 120 l/s que se perdían con el antiguo y deteriorado acueducto. El canal sirve el riego de 996 ha.

### Calidad del agua
El uso del sus aguas tiene limitaciones como agua potable debido al alto contenido de arsénico, y de riego, derivadas de los altos contenidos de boro y la progresiva acumulación de sales que afectan los cultivos sensibles. Lo mismo ocurre con las aguas subterráneas, esta vez debido a los altos contenidos de sulfatos, cloruro y boro.: R2 
En un informe de la Universidad de Chile sobre la situación de los ríos de Chile se reporta que:: 86 
Se observa que, para el caso de la cuenca del Río San José, destacan dos factores como principal causa de contaminación, a saber, el riego y la actividad minera.

### Proyectos de embalse, trasvase desde el Caquena y desvío del río Azufre
En 1968 Hans Niemeyer postuló varias medidas alternativas para mejorar el abastecimiento de agua y la seguridad del mismo para la comunidad de la zona. Entre ellas estaban:
- la construcción de un embalse del tipo presa de materiales sueltos, de 10 millones de metros cúbicos de capacidad en la angostura de Chironta,
- paralización de las faenas en las minas de Larancagua y desvío total de las nocivas aguas provenientes del Volcán Tacora (esto es, el río Azufre) para impedir la contaminación del río Lluta,
- trasvase de aguas un caudal de 2.0 m³/s (que correspondan a Chile) por medio de un canal forrado en hormigón con 12,8 km de longitud desde en una bocatoma en el río Caquena, 3 km abajo de su afluente Colpacagua, un sifón en la Quebrada de El Chape y un túnel de 5900 m de largo debajo del portezuelo de Siete Vueltas. Este canal las leva al río Colpitas (o Quebrada de Allane) que las entregaría al Lluta.

## Balance hídrico

Brecha hídrica en 25 importantes cuencas de Chile.

Según el estudio Radiografía del agua (2018), la cuenca del río San José presenta una brecha hídrica alta, con un uso estimado del 87 % del agua disponible. Esto indica una fuerte presión sobre el recurso hídrico, lo que requiere medidas de regulación y uso eficiente para evitar impactos negativos sobre el desarrollo local y los ecosistemas asociados.